# Raccolta di fondi
La raccolta di fondi, anche denominata con l'anglicismo fundraising (pronuncia: /ˈfʌndˌɹeɪ.zɪŋ/), è l'insieme delle teorie e delle tecniche necessarie a garantire la sostenibilità di una causa sociale e dell'organizzazione che la persegue e di promuoverne lo sviluppo costante nel tempo verso una molteplicità di interlocutori pubblici e privati. Il concetto trova le sue origini nell'azione delle organizzazioni non a scopo di lucro, quelle organizzazioni che hanno l'obbligo di non destinare i propri utili ai soci, ma di reinvestirli per lo sviluppo delle proprie finalità sociali. Attualmente la raccolta fondi viene praticata anche da enti e servizi pubblici.

## Definizioni
Il professionista che raccoglie i fondi in inglese è definito fundraiser: egli deve saper gestire la relazione con il donatore, deve avere competenze nella gestione del database attraverso strumenti informatici, deve avere un'ampia conoscenza di tutte le modalità per raccogliere fondi (marketing diretto, telemarketing, invio di messaggio per posta elettronica, marketing web, faccia a faccia).
Accanto alle raccolte di fondi che lavorano stabilmente all'interno di organizzazioni nonprofit vi è il consulente della raccolta fondi, ovvero colui che svolge attività di consulenza presso organizzazioni  non a scopo di lucro. I suoi compiti possono riguardare sia la stesura di un piano strategico di raccolta fondi sia lo svolgimento operativo della raccolta fondi attraverso strumenti come il mailing, il telemarketing, gli incontri faccia a faccia con i potenziali donatori. Il consulente della raccolta fondi in Italia svolge attività come libero professionista o come partner di studi di consulenza.
Secondo alcuni le raccolte di fondi è nato storicamente in Europa, i sacerdoti e la Chiesa stessa sono stati i primi fundraiser, cioè coloro che raccolgono fondi per una precisa causa con scopi sociali. Lo sviluppo maggiore si è avuto però negli Stati Uniti grazie a Henry Rosso, fondatore della prima scuola di raccolta di fondi al mondo. Rosso sosteneva che la raccolta di fondi è l'arte di insegnare alle persone la gioia di donare.
Secondo i più recenti approcci la raccolta di fondi più che essere legato semplicemente alla cultura della carità o a quella filantropica e del mecenatismo, fonda il suo significato nel fenomeno della responsabilità sociale diffusa che spinge i soggetti sociali e collettivi ad effettuare investimenti di risorse per il raggiungimento di comuni benefici sociali. Per raccolta di fondi quindi si può intendere l'insieme delle teorie e delle tecniche necessarie a garantire la sostenibilità di una causa sociale e dell'organizzazione che la persegue e di promuoverne lo sviluppo costante nel tempo verso una molteplicità di interlocutori pubblici e privati.
Per raccolta di fondi politica si intendono le campagne di finanziamento privato per i partiti politici. L'utilizzo delle tecniche di fundraising in politica si è diffuso nei Paesi di cultura anglosassone, soprattutto negli Stati Uniti, ovvero in contesti nei quali si ha maggiore dimestichezza con le raccolte fondi.

## I mercati della raccolta fondi
Tradizionalmente vengono individuati i seguenti mercati per le attività di fundraising:
- Gli individui (persone fisiche)
- Le Aziende (corporate)
- Le Fondazioni
- Gli enti pubblici

Le categorizzazioni ovviamente nella prassi sono meno rigide, in quanto le categorie sono più labili: una donazione ottenuta da una fondazione corporate è classificabile in almeno due categorie

## I canali della raccolta fondi
Il canale è lo strumento attraverso il quale effettuerò le mie azioni di raccolta fondi e solleciterò la donazione. A seconda del mercato utilizzerò il canale o i canali più appropriato.
- Bando: Canale principale per enti pubblici e fondazioni, il bando la proposta formale l'ente erogatore predispone una serie di criteri per l'erogazione (ad esempio la destinazione, la co-partecipazione economica dell'ente non profit nel progetto, ecc.). Una volta che il bando è reso pubblico, gli enti non profit che rispondono alle caratteristiche possono accedervi.
- Mailing: invio postale di una comunicazione nel quale l'ente sollecita la donazione.
- Email marketing: invio di comunicazioni via email per sollecitare la donazione
- Eventi: insieme di attività, di persona o a distanza, circoscritte nel tempo, nei quali il donatore partecipa e durante i quali viene sollecitata una donazione. Fanno parte di questa categoria le cene di gala, i banchetti di piazza, i concerti,...
- Digital advertising: annunci sponsorizzati su motori di ricerca o social network
- Crowdfunding: "finanziamento dalla folla", quindi raccolta di donazioni con obiettivo e durata specifici, e finalizzati alla realizzazione di un dato progetto. Si distingue tra il crowdfunding donation-baased (nel quale il donatore effettua la sua donazione) e reward-based (nel quale il donatore riceve una ricompensa in base all'ammontare della donazione).
- Peer to peer (o Personal fundraising): modalità nel quale un sostenitore di un ente non profit attiva autonomamente una sua personale raccolta fondi, solitamente online su piattaforme dedicate in favore dell'ente.
- Sponsorizzazioni
- Telemarketing

## Il fundraising politico in Italia
In Italia, il tema è oggetto di una messe di proposte di intervento dagli esiti molto discussi: l'esperienza referendaria del 1993 si espresse a favore dell'abolizione del finanziamento pubblico con il 90,25% a favore del sì, ma è altrettanto noto che in realtà il sistema non mutò in maniera sostanziale in quanto i «finanziamenti» vennero sostituiti dai «rimborsi», con meccanismi pressoché analoghi. 
Il Decreto Legge 28 dicembre 2013 n.149 (recentemente convertito nella legge n.13/2014) apre uno scenario in cui diviene operativa (gradualmente) la cosiddetta abolizione del finanziamento pubblico.